# Lignières-de-Touraine
 Lignières-de-Touraine  es una población y comuna francesa, situada en la Región de Centro-Valle de Loira, departamento de Indre y Loira, en el distrito de Tours y cantón de Chinon.

## Demografía
| 925 | 957 | 1018 | 957 | 974 | 928 |
| Para los censos de 1962 a 1999 la población legal corresponde a la población sin duplicidades (Fuente: INSEE [Consultar]) |     |      |     |     |     |